# Podział administracyjny Królestwa Dalmacji

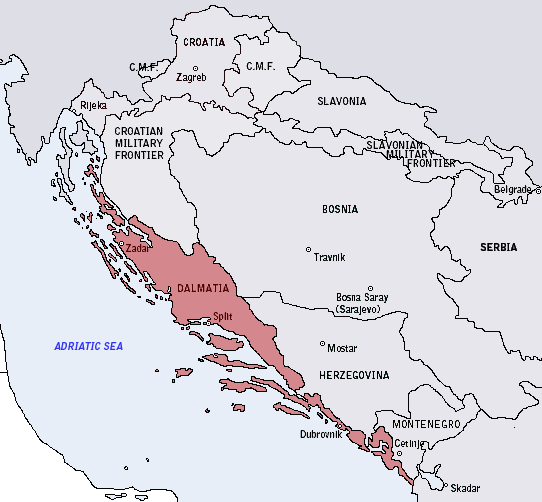
Królestwo Dalmacji w 1868 roku

Herb Królestwa Dalmacji

Podział administracyjny Królestwa Dalmacji – podział Królestwa Dalmacji, istniejącego w latach 1815–1918 w ramach Cesarstwa Austrii jako jego kraj koronny, na jednostki administracyjno-terytorialne. Stolicą królestwa był Zadar.

## 1815–1836
W 1815 roku Dalmację podzielono na 4 okręgi. Rok później utworzono jeszcze okręg makarski, który zlikwidowano w 1818 roku.
| Okręg                | Gminy |
| -------------------- | --- |
| Dubrovački           | ? |
| Kotorski             | ? |
| Splitski             | Bajagić, Bosiljana, Bristivica, Hvar, Jelsa, Kaštel Kambelovac, Klis, Komiža, Lećevica, Muć, Nerežišća, Pučišća, Sinj, Split, Starigrad, Sveti Juraj, Šolta, Trogir, Uljane, Vis, Vrboska, Vrlika |
| Zadarski             | Benkovac, Biograd, Biskupija, Drniš, Knin, Mirilović, Nin, Novigrad, Obrovac, Pag, Rab, Sali, Silba, Skradin, Szybenik, Tijesno, Zadar, Zlarin                                                    |
| Makarski (1816–1818) | Čista, Drvenik, Grabovac, Imotski, Makarska, Metković, Omiš, Opuzen, Studenci, Vrgorac, Zagvozd, Župa                                                                                             |

## 1836–1854
W 1836 roku wprowadzono nowy trzystopniowy podział administracyjny, dzielący królestwo na następujące okręgi (4), kotary (29) i gminy (89):
| Okręg      | Kotary                                   | Gminy                                                                               |
| ---------- | ---------------------------------------- | ----------------------------------------------------------------------------------- |
| Dubrovački | Cavtat                                   | Cavtat, Pločice, Pridvorje                                                          |
| Dubrovački | Dubrownik (chorw. Dubrovnik, wł. Ragusa) | Breno (Župa dubrovačka), Rijeka dubrovačka, Dubrownik, Koločep, Lopud, Šipan, Zaton |
| Dubrovački | Korčula (wł. Curzola)                    | Blato, Korčula                                                                      |
| Dubrovački | Lastovo                                  | Lastovo                                                                             |
| Dubrovački | Mljet                                    | Mljet                                                                               |
| Dubrovački | Pelješac                                 | Kuna, Pelješac, Trpanj                                                              |
| Dubrovački | Slano                                    | Imotica, Janjina, Lisac, Slano, Ston                                                |
| Kotorski   | Budva (wł. Budua)                        | Brajići, Budva, Majni, Paštrović, Pobori                                            |
| Kotorski   | Herceg Novi (wł. Castel-Nuovo)           | Herceg Novi                                                                         |
| Kotorski   | Kotor (wł. Cattaro)                      | Dobrota, Kotor, Krtole, Lastva, Mula (Muo), Prčanj, Stoliv, Tivat, Župa             |
| Kotorski   | Risan                                    | Perast, Risan                                                                       |
| Splitski   | Brač (wł. Brazza)                        | Bol, Milna, Nerežišća, Postira, Pučišća, Supetar, Sutivan                           |
| Splitski   | Hvar (wł. Lesina)                        | Hvar, Jelsa, Starigrad, Sućuraj, Vrboska                                            |
| Splitski   | Imotski (wł. Imoschi)                    | Imotski                                                                             |
| Splitski   | Makarska (wł. Macarsca)                  | Drvenik, Makarska, Vrgorac                                                          |
| Splitski   | Omiš (wł. Almissa)                       | Omiš                                                                                |
| Splitski   | Opuzen                                   | Metković, Opuzen                                                                    |
| Splitski   | Sinj (wł. Sign)                          | Sinj, Vrlika                                                                        |
| Splitski   | Split (wł. Spalato)                      | Kaštel Kambelovac, Kaštel Lukšić, Klis, Muć, Split, Šolta                           |
| Splitski   | Trogir (wł. Traù)                        | Bosiljina, Bristivica, Kaštel Novi, Lećevica, Trogir                                |
| Splitski   | Vis                                      | Komiža, Vis                                                                         |
| Zadarski   | Drniš (wł. Dernis)                       | Drniš                                                                               |
| Zadarski   | Knin                                     | Knin                                                                                |
| Zadarski   | Obrovac (wł. Obbrovaz)                   | Benkovac, Novigrad, Obrovac                                                         |
| Zadarski   | Pag                                      | Pag                                                                                 |
| Zadarski   | Rab                                      | Rab                                                                                 |
| Zadarski   | Skradin (wł. Scardona)                   | Skradin                                                                             |
| Zadarski   | Szybenik (chorw. Šibenik, wł. Sebenico)  | Szybenik, Tijesno, Zlarin                                                           |
| Zadarski   | Zadar (wł. Zara)                         | Biograd, Nin, Sali, Silba, Zadar                                                    |

## 1850–1854
11 sierpnia 1850, w związku z wydarzeniami Wiosny Ludów, postanowiono o nowym podziale administracyjnym Dalmacji. Miała się ona dzielić na 7 kotarów. Podziału tego jednak nie wprowadzono w życie.

## 1854–1868
W 1854 roku Dalmację podzielono na 4 okręgi, 31 kotarów i 88 gmin:
| Okręg      | Kotary                                   |
| ---------- | ---------------------------------------- |
| Dubrovački | Cavtat                                   |
| Dubrovački | Dubrownik (chorw. Dubrovnik, wł. Ragusa) |
| Dubrovački | Korčula (wł. Curzola)                    |
| Dubrovački | Orebić                                   |
| Dubrovački | Ston                                     |
| Kotorski   | Herceg Novi (wł. Castel-Nuovo)           |
| Kotorski   | Kotor (wł. Cattaro)                      |
| Splitski   | Hvar (wł. Lesina)                        |
| Splitski   | Imotski (wł. Imoschi)                    |
| Splitski   | Makarska (wł. Macarsca)                  |
| Splitski   | Metković                                 |
| Splitski   | Omiš (wł. Almissa)                       |
| Splitski   | Sinj (wł. Sign)                          |
| Splitski   | Split (wł. Spalato)                      |
| Splitski   | Supetar (wł. S. Pietro de Brazza)        |
| Splitski   | Trogir (wł. Traù)                        |
| Splitski   | Vis                                      |
| Splitski   | Vrlika (wł. Verlicca)                    |
| Splitski   | Vrgorac (wł. Vergoraz)                   |
| Zadarski   | Benkovac                                 |
| Zadarski   | Drniš (wł. Dernis)                       |
| Zadarski   | Kistanje                                 |
| Zadarski   | Knin                                     |
| Zadarski   | Obrovac (wł. Obbrovaz)                   |
| Zadarski   | Pag                                      |
| Zadarski   | Rab                                      |
| Zadarski   | Skradin (wł. Scardona)                   |
| Zadarski   | Szybenik (chorw. Šibenik, wł. Sebenico)  |
| Zadarski   | Zadar (wł. Zara)                         |

## 1868–1903
W 1868 roku Królestwo Dalmacji podzielono na 12 kotarów i 80 gmin. Ponadto, w 1880 roku utworzono kotar Metković z gminami Metković i Opuzen, zaś w 1903 roku kotar Brač z gminą Supetar. W 1882 roku z gminy Knin wydzielono gminę Promina. W 1885 roku z gminy Pučišća wydzielono gminę Selca. W 1886 roku z gminy Sućuraj wydzielono gminę Bogomolje. W 1891 roku z gminy Tijesno wydzielono gminę Vodice. W 1898 roku z gminy Blato wydzielono gminę Vela Luka.
| Kotar                                    | Gminy |
| ---------------------------------------- | --- |
| Benkovac                                 | Benkovac, Kistanje, Obrovac |
| Dubrownik (chorw. Dubrovnik, wł. Ragusa) | Dubrownik, Lopud, Konavle, Mljet, Rijeka dubrovačka, Slano, Ston, Šipan, Zaton |
| Hvar (wł. Lesina)                        | Bogomolje (od 1886 roku), Hvar, Jelsa Komiža, Starigrad, Sućuraj, Vis, Vrboska |
| Imotski (wł. Imoschi)                    | Imotski |
| Knin                                     | Drniš, Knin, Promina (od 1882 roku) |
| Korčula (wł. Curzola)                    | Blato, Janjina, Korčula, Kuna, Lastovo, Pelješac, Trpanj, Vela Luka (od 1898 roku) |
| Kotor (wł. Cattaro)                      | Budva, Dobrota, Herceg Novi, Kotor, Krtole, Lastva, Luštica, Mula (Muo), Paštrović, Perast, Prčanj, Risan, Stoliv, Tivat, Župa                                                                |
| Makarska (wł. Macarsca)                  | Drvenik, Makarska, Metković (do 1880 roku), Opuzen (do 1880 roku), Vrgorac |
| Sinj (wł. Sign)                          | Sinj, Vrlika |
| Split (wł. Spalato)                      | Bol, Kaštel Lukšić, Kaštel Sućurac, Kaštel Novi, Klis, Lekijevica, Milna, Muć, Nerežišća, Omiš, Postira, Pučišća, Selca (od 1885 roku), Split, Supetar (do 1903 roku), Sutivan, Šolta, Trogir |
| Szybenik (chorw. Šibenik, wł. Sebenico)  | Skradin, Szybenik, Tijesno, Vodice (od 1891 roku), Zlarin |
| Zadar (wł. Zara)                         | Biograd, Nin, Novigrad, Pag, Rab, Sali, Silba, Zadar |
| Metković (od 1880 roku)                  | Metković, Opuzen |
| Brač (wł. Brazza) (od 1903 roku)         | Supetar |

## 1903–1918
W 1903 roku Dalmację podzielono na 13 kotarów i 86 gmin:
| Kotar                                    | Gminy |
| ---------------------------------------- | --- |
| Benkovac                                 | Benkovac, Kistanje, Obrovac |
| Dubrownik (chorw. Dubrovnik, wł. Ragusa) | Cavtat, Dubrownik, Lopud, Mljet, Rijeka, Slano, Ston, Šipan, Zaton                                                                                     |
| Hvar (wł. Lesina)                        | Bogomolje, Hvar, Jelsa, Komiža, Starigrad, Sućuraj, Vis, Vrboska                                                                                       |
| Imotski (wł. Imoschi)                    | Imotski |
| Knin                                     | Drniš, Knin, Promina |
| Korčula (wł. Curzola)                    | Blato, Janjina, Korčula, Kuna, Lastovo, Pelješac, Trpanj, Vela Luka                                                                                    |
| Kotor (wł. Cattaro)                      | Budva, Dobrota, Grbalj, Herceg Novi, Kotor, Krtole, Lastva, Luštica, Muo, Paštrovići, Perast, Prčanj, Risan, Spič, Stoliv, Tivat                       |
| Makarska (wł. Macarsca)                  | Drvenik, Makarska, Vrgorac |
| Metković                                 | Metković, Opuzen |
| Sinj (wł. Sign)                          | Sinj, Vrlika |
| Split (wł. Spalato)                      | Bol, Kaštel Lukšić, Kaštel Novi, Klis, Lećevica, Milna, Muć, Nerežišća, Omiš, Postira, Pučišća, Selca, Split, Supetar, Sućurac, Sutivan, Šolta, Trogir |
| Szybenik (chorw. Šibenik, wł. Sebenico)  | Skradin, Szybenik, Tijesno, Vodice, Zlarin |
| Zadar (wł. Zara)                         | Biograd, Nin, Novigrad, Pag, Rab, Sali, Silba, Zadar                                                                                                   |